# Битва за Британию (фильм, 1969)
«Битва за Британию» (англ. Battle of Britain) — британский военный кинофильм. Экранизация произведения Дерека Демпстера и Дерека Вуда.

## Сюжет
1940 год. Германия ведёт победоносную войну в Европе. Пала Франция. Однако Великобритания, хоть и терпит поражение, но не собирается сдаваться. Для того, чтобы организовать вторжение, Рейх должен одержать решительную победу и подавить сопротивление Королевских Военно-Воздушных Сил. Однако британцы имеют свою точку зрения на вопрос. Особенно решительно настроен глава истребительного командования маршал Хью Даудинг (Лоренс Оливье). Его лётчики также не собираются сдаваться. Завязывается величайшая воздушная битва в истории.

## В ролях
- Гарри Эндрюс — министр Гарольд Балфур
- Майкл Кейн — командир эскадрильи Канфилд
- Патрик Уимарк — Траффорд Ли-Мэллори
- Сюзанна Йорк — Мэгги Харви
- Ральф Ричардсон — Дэвид Келли
- Роберт Шоу — командир эскадрильи «Скиппер»
- Тревор Ховард — Кит Парк
- Курд Юргенс — Барон фон Рихтер
- Иэн Макшейн — пилот Энди Мур
- Кеннет Мор — капитан Бейкер
- Лоренс Оливье — маршал Хью Даудинг
- Найджел Патрик — капитан Хоуп
- Кристофер Пламмер — Колин Хэрвэй
- Майкл Редгрейв — маршал Дуглас Эвил
- Александр Аллерсон — майор Брандт

## Съёмочная группа
| режиссёр   | Гай Хэмилтон                                                                          |
| сценаристы | Джеймс Кеннэуэй, Уилфред Гриторекс, Дерек Демпстер, Дерек Вуд                         |
| продюсеры  | Бенжамин Фиш, Хэрри Столцмэн, Джон Палмер                                             |
| оператор   | Фредди Янг                                                                            |
| композитор | Рон Гудвин                                                                            |
| художники  | Морис Картер, Берт Дэвей, Уильям Хатчинсон, Джек Макстед, Хиль Паррондо, Лайонел Коуч |
| монтажёр   | Берт Бейтс                                                                            |